# Советский энциклопедический словарь
Советский энциклопедический словарь (сокращённо СЭС) — универсальный однотомный энциклопедический словарь, ежегодно выпускавшийся издательством «Советская энциклопедия» с 1979 по 1990 год, включительно: 1-е издание — 1979 год; 2-е издание, с изменениями — 1982 год; 3-е издание, с изменениями — 1984 год; 4-е издание, за основу был взят набор 1984, с дополнениями и изменениями  — 1986 год; 4-е издание, совмещённый набор 1984, 1986, с изменениями и дополнениями, — 1989 год. В 1980, 1981, 1983, 1985, 1987, 1988, 1990 годах выходили стереотипные издания.
Словарь включает около 80 тысяч статей, 550 чёрно-белых иллюстраций и схем и 350 карт, 8 цветных карт. Для его издания была разработана специальная бумага фабрики «Лигатне» Типографская №1, формат 84Х108 1/16, объём 172,41 печатных листа (1632 страницы в издании 1989 года). Главный редактор академик А. М. Прохоров. Редколлегия: М. С. Гиляров, А. А. Гусев, И. Л. Кнунянц, М. И. Кузнецов, В. Г. Панов (заместитель главного редактора), П. Н. Федосеев, М. Б. Храпченко.
Словарь позиционировался как издание для каждой семьи.
В Предисловии от издательство изложено следующее о данном словаре:
Издательство «Советская энциклопедия» продолжает выпуск однотомного универсального Советского Энциклопедического Словаря (СЭС). Предыдущие его издания не смогли полностью удовлетворить многочисленные пожелания читателей получить настольную книгу, которая служила бы для каждой семьи источником повседневных справок по вопросам, возникающим при чтении газет, журналов, книг, учебной литературы, слушании радиопередач, просмотре телепрограмм и т. п.
В Словаре около 80 тысяч статей (слов); в них содержатся сведения из всех областей современной общественно-политической жизни, экономики, науки, техники, литературы и искусства; помещены географические, исторические и экономические справки о Советском Союзе, о странах мира, о союзных и автономных республиках, краях, областях, городах СССР, а также о крупных зарубежных городах. Опубликованы биографии государственных, политических и военных деятелей, учёных, писателей, художников, артистов, композиторов всех времён и народов, дважды Героев Советского Союза, дважды Героев Социалистического Труда, видных партийных, советских, хозяйственных руководителей, рабочих и колхозников — новаторов социалистического производства. В новое издание внесены некоторые изменения, связанные с событиями, происшедшими после выхода в свет предыдущих изданий, обновлена часть статистических данных, учтены многие замечания и предложения читателей. В конце тома даны статистические таблицы, дополнения к статьям и др. справочные материалы. 
Не являясь иллюстрированным изданием, Словарь тем не менее содержит около 550 иллюстраций и схем, поясняющих текст статей, и около 350 карт.

Настоящий Словарь подготовлен коллективом сотрудников издательства «Советская энциклопедия» с привлечением широкого круга учёных, специалистов.

Общий тираж составил 21 миллион 420 тысяч экземпляров: издание 1979 года — 1,2 млн экз., 1980 года — 1,2 млн экз., издание 1981 года — 1,2 млн экз., издание 1982 года — 1,2 млн экз., издание 1983 года — 620 тыс экз., издание 1984 года — 1 млн экз., издание 1985 года — 2,5 млн экз., издание 1986 года — 2,5 млн экз., издание 1987 года — 2,5 млн экз., издание 1988 года — 2,5 млн экз., издание 1989 года — 2,5 млн экз., издание 1990 года — 2,5 млн экз.
Цена книги была 20 рублей 80 копеек.
Очередное подготовленное издание (1991 года) вышло как новый книжный продукт, «Большой энциклопедический словарь». Издание последнего было продолжено издательством «Большая Российская энциклопедия» (бывшая «Советская энциклопедия»).